# Mnasicles geta
Mnasicles geta är en fjärilsart som beskrevs av Frederick DuCane Godman 1901. Mnasicles geta ingår i släktet Mnasicles och familjen tjockhuvuden. Inga underarter finns listade i Catalogue of Life.